# (21374) 1997 WS22
1997 دابليو أس 22 (ويعرف أيضًا باسم (21374) 1997 دابليو أس 22 وفق تسمية الكوكب الصغير) (بالإنجليزية: 1997 WS22)‏ هو كويكب ضمن حزام الكويكبات؛ وترتيبه 21374 من حيث الاكتشاف.
اكتشف هذا الجُرم الفلكي مالكوم هارتلي في 24 نوفمبر 1997.

## وصلات خارجية
- (21374) 1997 WS22 في قاعدة بيانات مختبر الدفع النفاث لأجرام النظام الشمسي الصغيرة

- الاكتشاف · مخطط المدار ·  العناصر المدارية · المعلمات المادية

- (21374) 1997 WS22 على موقع ويكي سكاي: DSS2, SDSS, GALEX, IRAS, Hydrogen α, X-Ray, Astrophoto, Sky Map, Articles and images